# Église Eusèbe-le-Bienheureux de Békásmegyer
L'église paroissiale d'Eusèbe-le-bienheureux (Boldog Özséb Plébániatemplom) est une église catholique de Budapest située dans le quartier de Békásmegyer.